# Bothriurus rochai
Espèce
Synonymes
- Bothriurus fragilis Mello-Leitão, 1934
- Bothriurus zeugma Mello-Leitão, 1945
- Bothriurus candidoi Bücherl, 1963

Bothriurus rochai est une espèce de scorpions de la famille des Bothriuridae.

## Distribution
Cette espèce est endémique du Brésil. Elle se rencontre au Ceará, au Rio Grande do Norte, au Paraíba, au Pernambouc, au Bahia, au Piauí et au Maranhão.

## Liste des sous-espèces
Selon The Scorpion Files (13/04/2020) :
- Bothriurus rochai rochai Mello-Leitão, 1932
- Bothriurus rochai occidentalis Lourenço, 2003 du Maranhão

## Étymologie
Cette espèce est nommée en l'honneur de Francisco Diaz da Rocha.

## Publications originales
- Mello-Leitão, 1932 : Notas sobre escorpioes sul-americanos. Archivos do Museu Nacional, Rio de Janeiro, vol. 34, p. 9-46.
- Lourenço, 2003 "2000" : À propos d’une nouvelle sous-espèce géographique pour Bothriurus rochai Mello-Leitão (Scorpiones, Bothriuridae). Acta Biologica Paranaense, Curitiba, vol. 29, no 1/4, p. 117-125.